# カイザーゼッシュ
カイザーゼッシュ (独: Kaisersesch) はドイツ連邦共和国 ラインラント＝プファルツ州コッヘム＝ツェル郡の市。また、カイザーゼッシュ連合自治体 (独: Verbandsgemeinde Kaisersesch) の行政庁所在地となっている。

## 地理

### 位置
アイフェル丘陵の東側とフルカナイフェルの間、モーゼル川の北約12kmに位置している。